# Valpurga de Heidenheim
Valpurga o Walburga de Heidenheim (Devonshire, Wessex, ca. 710 - Heidenheim, Baden-Württemberg, 777 o 779) fou una monja anglosaxona, abadessa a Heidenheim. És venerada com a santa per diverses confessions cristianes.

## Biografia
Havia nascut a Wessex (avui, Anglaterra) i era filla de sant Ricard el Pelegrí, germana dels sants Winebald i Willibald d'Eichstätt i cosina de Bonifaci de Magúncia. De petita fou educada a l'abadia benedictina de Winborne Abbey (Dorset), i hi passà 26 anys com a monja. El 722, els seus pare i germans van marxar cap a Roma, morint el pare de camí.
Walburga es reuní amb Willibald i Winebald i els tres anaren a Francònia per trobar-hi Bonifaci.
Fou monja al monestir doble de Heidenheim am Hahnenkamm, prop d'Eichstätt, que havia fundat el seu germà Willibald. En fou la successora com a abadessa en 751. Hi va morir el 777 o 779 i fou sebollida a l'abadia de Heidenheim.
Escrigué les vides llatines de Winibald i Willibald, de qui narra els viatges a Palestina. Per això és considerada com a la primera dona escriptora coneguda tant d'Anglaterra com d'Alemanya.

## Veneració
Les seves restes foren portades a Eichstätt l'1 de maig de 870, per ordre del bisbe, el mateix dia que la canonitzà a Roma el papa Adrià II.
Segons la tradició, de la seva tomba a Eichstätt, en una cavitat a la roca, regalimava un líquid amb poders guaridors que atraia els pelegrins.
Antigues vides i hagiografies amb miracles són els Miracula S. Walburgae Manheimensis de Wolfhard von Herrieden (895/96) i la Vita secunda del segle x, potser obra d'Aselbod, bisbe d'Utrecht. Al segle xiv, la Vita S. Walburgae de Phillipp von Rathsamhaüsen, bisbe d'Eichstätt.
Walpurga és especialment venerada als països germànics; és patrona d'Eichstätt, Anvers, Oudenaarde, Veurne, Groningen, Zutphen i altres ciutats.

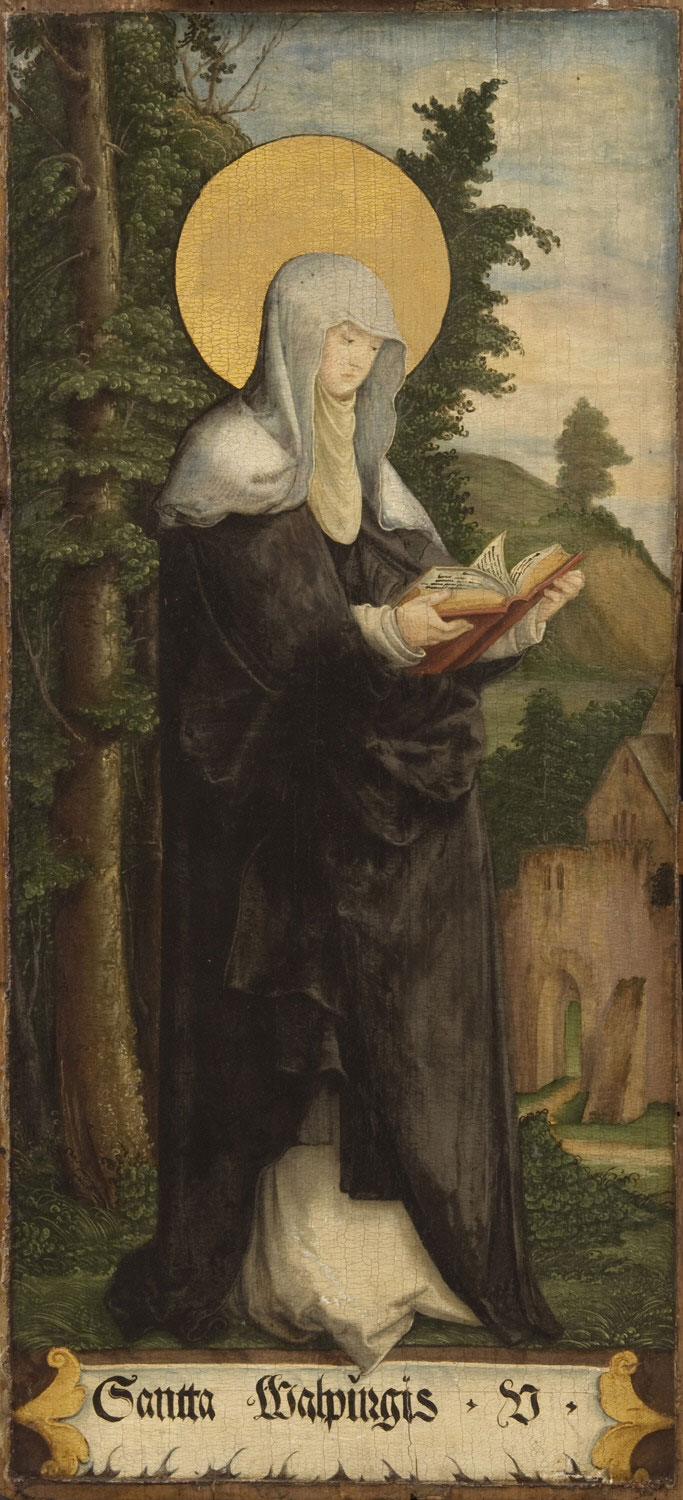
Pintura de ca. 1530 (Standflügel, Martinskirche)
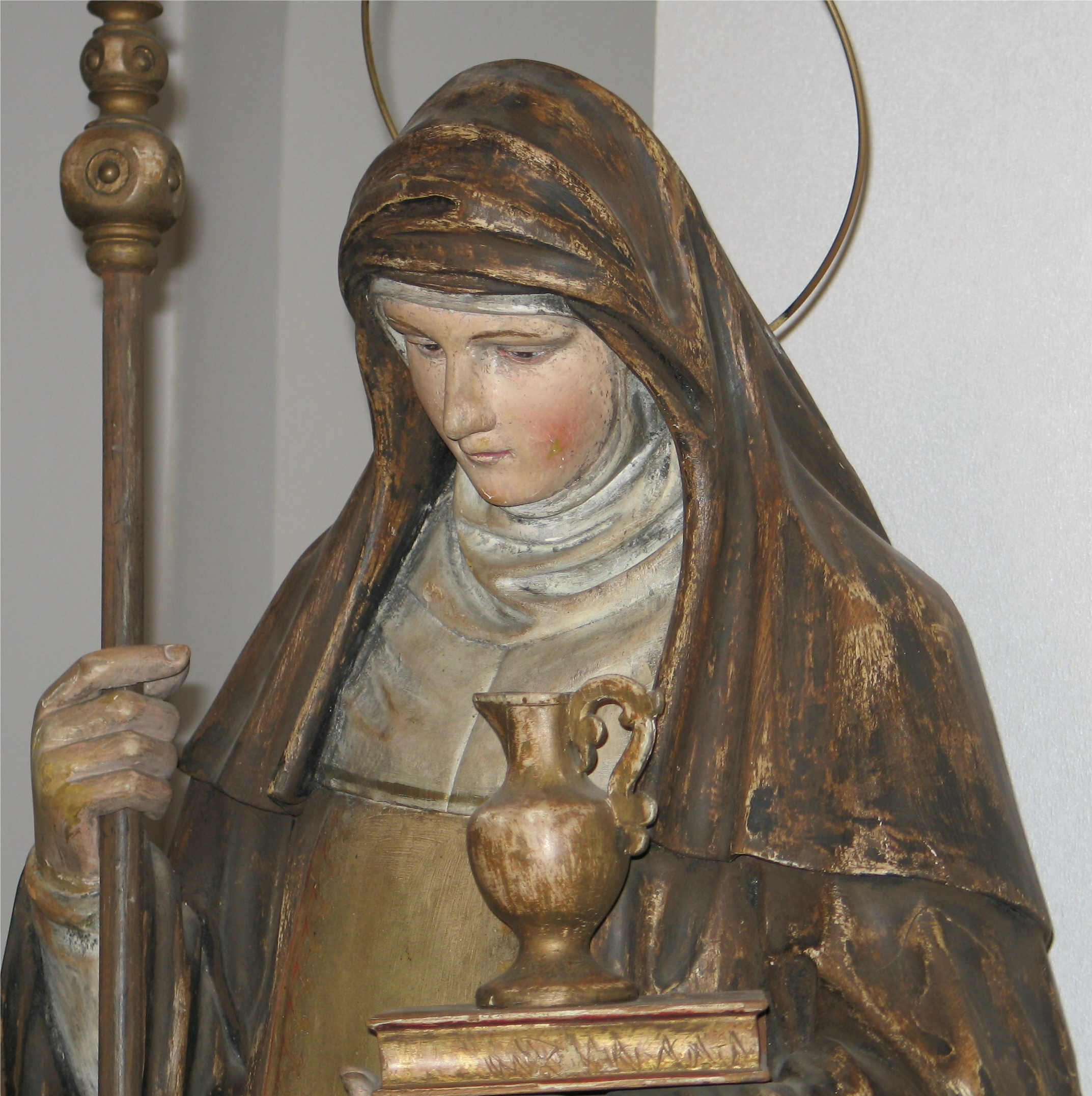
Escultura a l'església de Konter (Luxemburg)
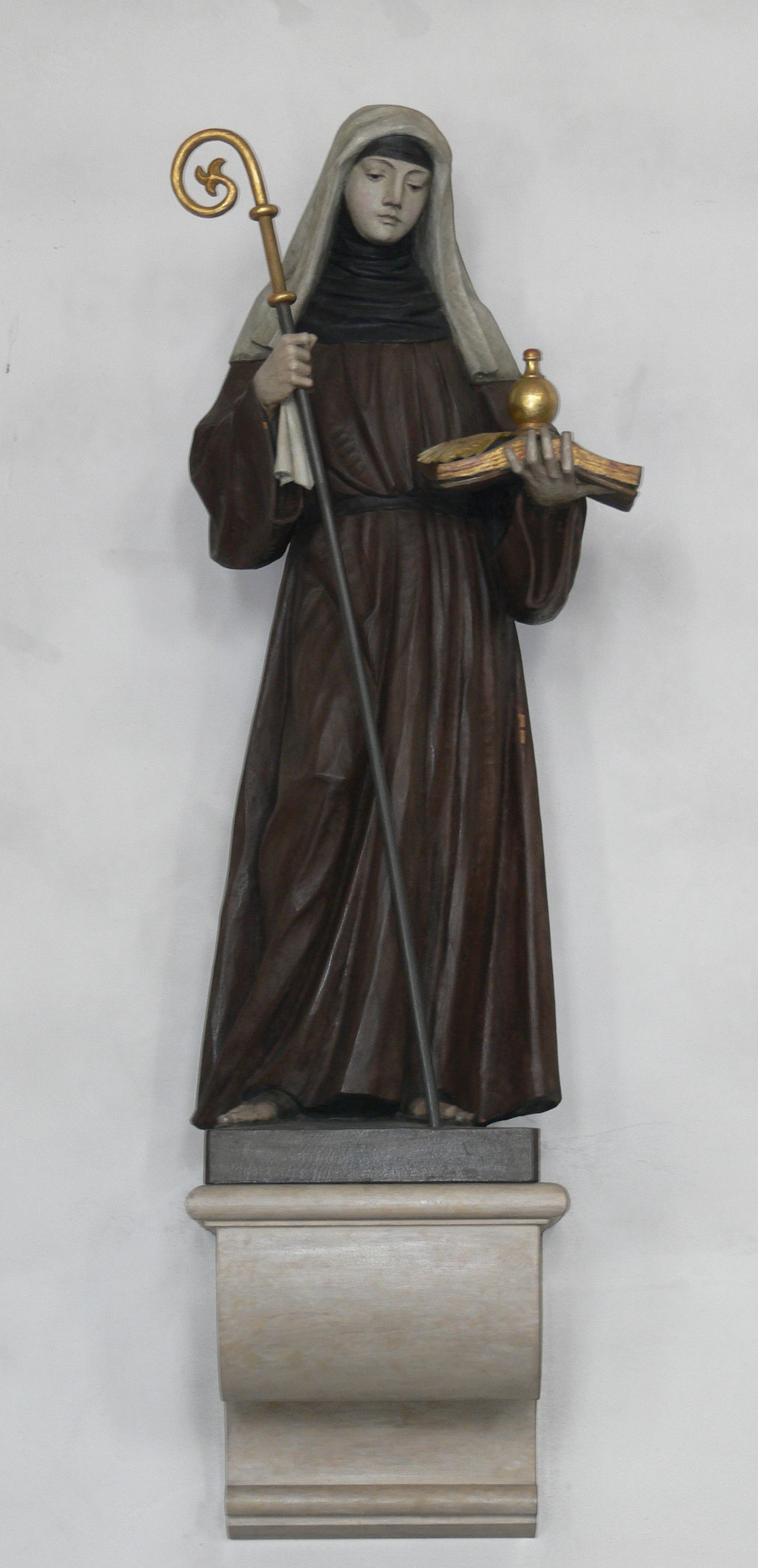
Talla a la parròquia de Gornhofen
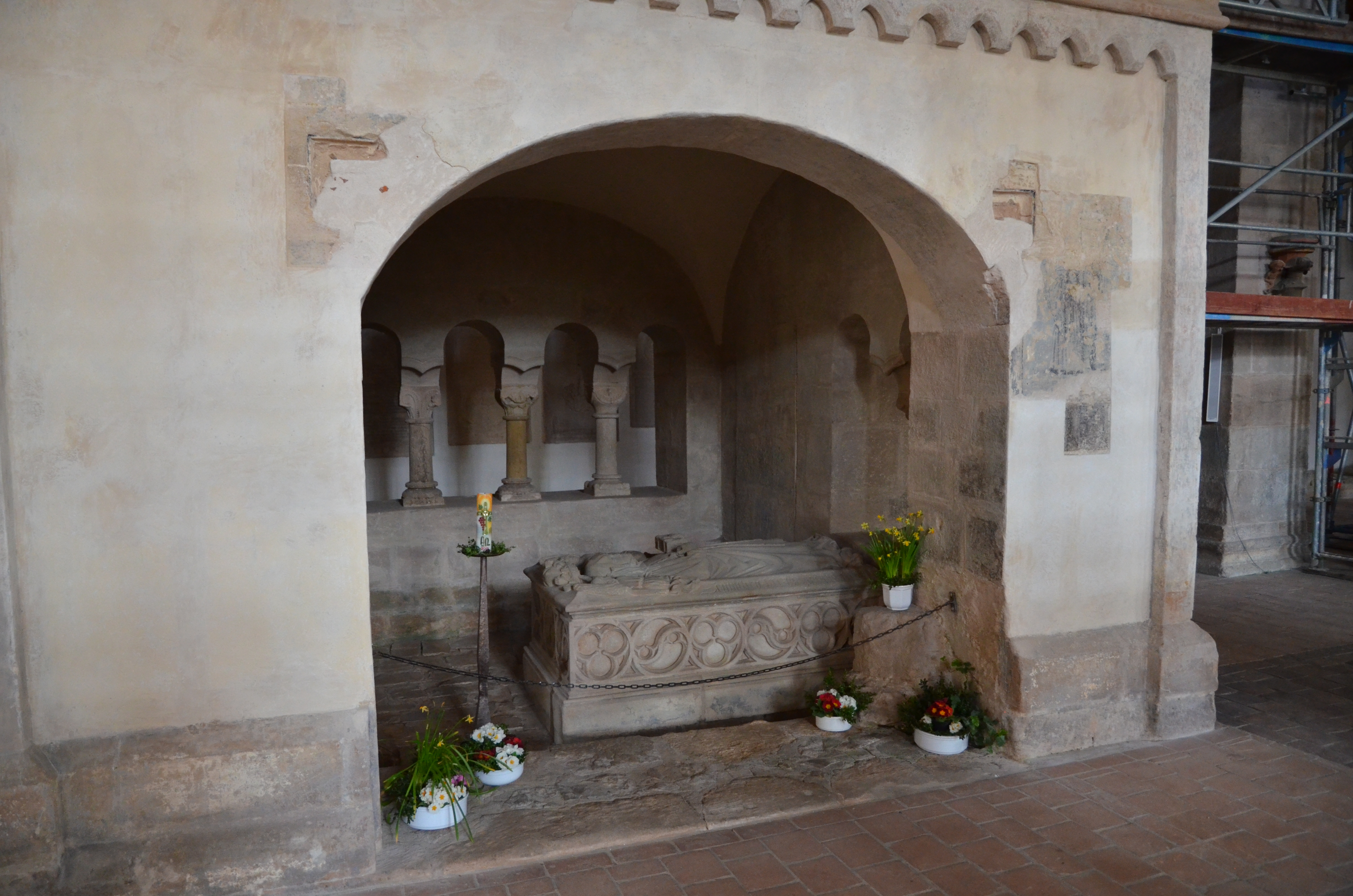
Tomba de la santa al monestir de Heidenheim

## La Nit de Valpurga
Article principal: Nit de Walpurgis
La seva festivitat era antigament celebrada l'1 de maig, aniversari de la seva translació. La nit d'abans era coneguda als països germànics com a Walpurgisnacth o Nit de Walburga i les tradicions populars deien que era la nit que les bruixes deixaven els seus amagatalls per reunir-se i dansar a la llum de la luna al mont Bocker.

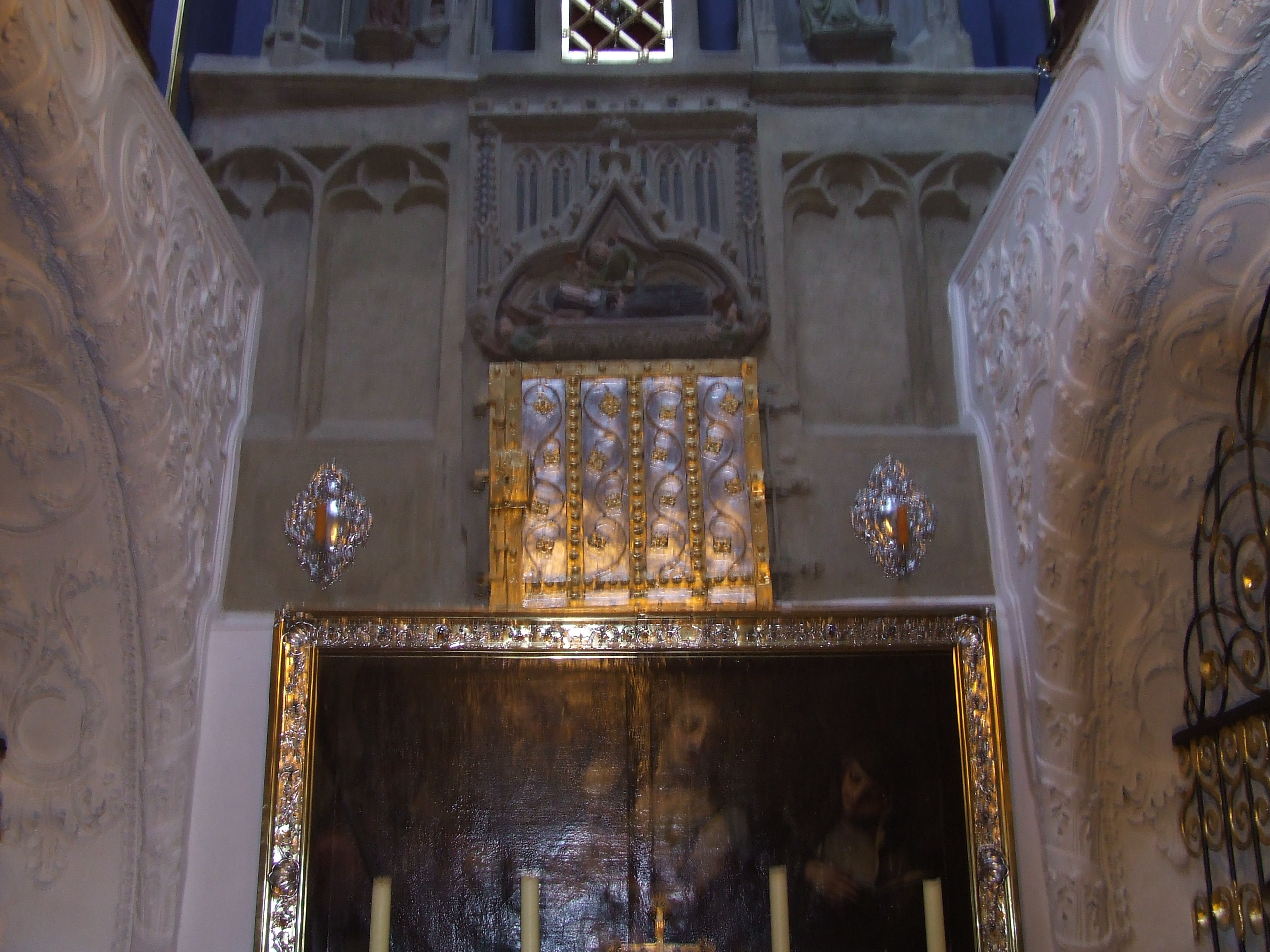
Reliquiari a l'església del Kloster St. Walburg d'Eichstätt
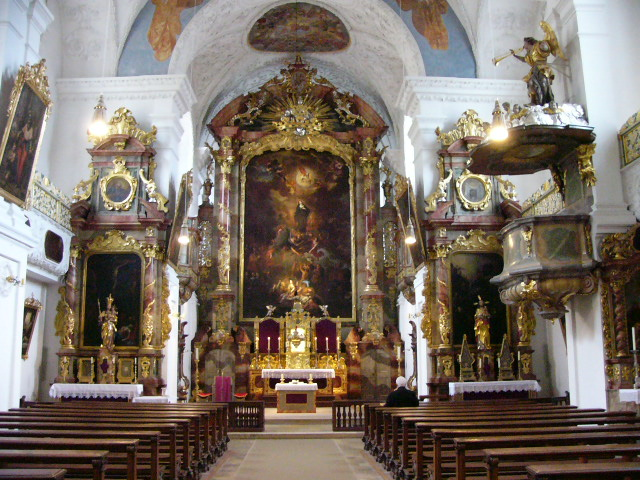
Monestir de S. Walburga a Eichstätt
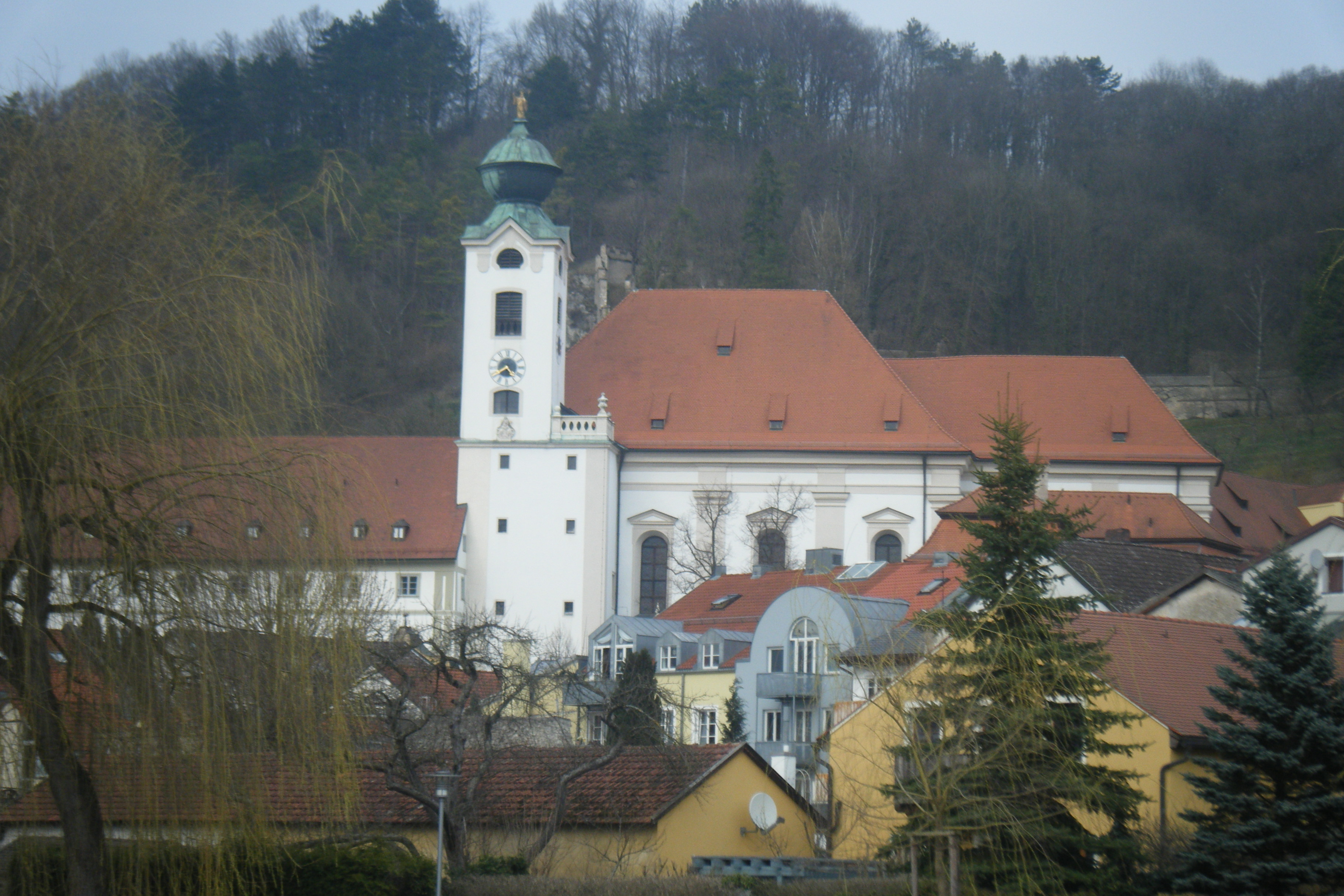
Monestir de S. Walburga a Eichstätt